# Dust My Broom
Singles de Robert Johnson
32-20 Blues / Last Fair Deal Gone Down
(1937) Cross Road Blues / Ramblin' on My Mind
(1937)
Dust My Broom est une chanson de blues enregistrée à l'origine sous le titre I Believe I'll Dust My Broom par l'artiste de blues américain Robert Johnson en 1936. Il s'agit d'une performance solo dans le style Delta blues avec une voix accompagnée de sa guitare acoustique. C'est l'une des chansons de blues parmi les plus fréquemment interprétées par de nombreux artistes, surtout depuis sa reprise par Elmore James avec une guitare slide amplifiée en 1951.
De fait sa sonorité, son tempo, son phrasé, sa couleur semblent familiers tant ils évoquent immédiatement le standard de la musicalité blues. La chanson est également sélectionnée pour le Blues Hall of Fame, le Grammy Hall of Fame et le Registre national des enregistrements de la Bibliothèque du Congrès.

## Origines de la chanson
I Believe I'll Dust My Broom (en français littéral « Je pense que je vais épousseter mon balai ») est une expression populaire pour signifier « partir », « tout nettoyer et repartir à zéro ».
Comme beaucoup de chansons de Robert Johnson, elle est basée sur des chansons de blues antérieures, dont la première a été identifiée comme étant I Believe I'll Make a Change, enregistrée par les frères Pinetop et Milton Sparks en 1932, sous le nom de Pinetop and Lindberg. Ils utilisent une mélodie et des paroles similaires, tout comme Believe I'll Go Back Home de Jack Kelly (and his South Memphis Jug Band) en 1933. Certains vers se trouvent également dans Mr. Carl's Blues de Carl Rafferty, 1933.
Kokomo Arnold, dont Old Original Kokomo Blues a servi de base au Sweet Home Chicago de Johnson, a enregistré deux chansons aux paroles similaires, Sagefield Woman Blues en 1934 et Sissy Man Blues en 1935. La mélodie utilisée par Johnson se retrouve également dans les enregistrements de 1934 de I'll Make a Change par Leroy Carr et Scrapper Blackwell et de Josh White (sous le nom de Pinewood Tom).
Entre 1935 et 1939, Casey Bill Weldon, les Harlem Hamfats et Washboard Sam (and his Washboard Band) enregistrent également I Believe I'll Make a Change, et George Noble reprend Sissy Man Blues d'Arnold. Lil « Caldonia » Palmore chante I Believe I'll Go Back Home en 1946.

## Version de Robert Johnson

### Composition et enregistrement
Edward Komara laisse entendre que Johnson aurait peut-être commencé à développer sa version dès 1933. Celle-ci combine des paroles (parfois qualifiées de « vers flottants ») des chansons précédentes, en y ajoutant deux nouveaux couplets. Le dernier vers montre l'utilisation inhabituelle pour Johnson de références géographiques. Celles-ci sont tirées d'événements d'actualité, dont la seconde guerre italo-éthiopienne, l'invasion japonaise de la Mandchourie et la création du Commonwealth des Philippines. Le  travail de guitare de Johnson comporte une utilisation précoce d'un rythme boogie, considéré comme une innovation majeure, ainsi qu'une figure de triolets répétitive.
I Believe I'll Dust My Broom est interprétée par Robert Johnson lors de sa première séance d'enregistrement le 23 novembre 1936 dans un studio de fortune installé dans la chambre 414 du Gunter Hotel à San Antonio, Texas, et est produit par Art Satherley et Don Law. C'est la deuxième chanson que Johnson enregistre après Kind Hearted Woman Blues. Une seule prise de la chanson nous est parvenue, bien que, comme pour la plupart des enregistrements de Johnson, il semble qu'une deuxième prise ait été enregistrée et qu'un numéro de référence lui ait été attribué.

### Parution
I Believe I'll Dust My Broom est éditée en 78 tours par le label Vocalion en mars 1937 avec Dead Shrimp Blues en face B (numéro de catalogue 03475). Le single est également publié par ARC (no 7-02-81), par Perfect et Romeo en avril, puis par Conqueror (no 8871) en mai de la même année. Ce single est le troisième disque de Johnson sur les onze publiés de son vivant.
Même s'il est sorti avant l’existence de classements pour le blues dans les publications spécialisées de l'industrie du disque, le single n'est pas identifié comme étant un gros vendeur à l'époque, comme c'est le cas pour la plupart des enregistrements de Johnson.
Bien qu'étant l'une des principales chansons de Johnson, devenue un standard du blues, I Believe I'll Dust My Broom n'est pas incluse dans la première réédition de ses enregistrements, l'album King of the Delta Blues Singers publié par Columbia en 1961. L'oubli est rectifié en 1970 sur la deuxième compilation de Johnson chez Columbia, King of the Delta Blues Singers, Vol. II. Elle figure également sur le coffret The Complete Recordings  en 1990 et dans plusieurs autres compilations.

## Version d'Elmore James
Dust My Broom est l'une des premières chansons régulièrement interprétées par Elmore James alors qu'il vivait encore dans le Mississippi Delta à la fin des années 1930. En 1951, Elmore James interprète la chanson, en compagnie de  Sonny Boy Williamson II, lors d'une audition pour Trumpet Records, qui lui vaut d'être engagé. Le 5 août 1951, il enregistre Dust My Broom au studio Radio Service d'Ivan Scott à Jackson, dans le Mississippi. James (chant et guitare slide), est accompagné de Williamson à l'harmonica, Leonard Ware à la basse et de Frock O'Dell à la batterie. La version de James emprunte les quatre premiers couplets à Robert Johnson et se termine par un extrait similaire à celui présent dans l'enregistrement d'Arthur « Big Boy » Crudup en 1949. La version de James suit également la mélodie, la tonalité et le tempo de Johnson, mais utilise davantage les changements d’accord typiques d’un blues à 12 mesures. L'ajout le plus notable à la chanson est l'utilisation d'une guitare slide saturée, qui joue la figure répétitive de triolet et ajoute un solo de douze mesures après le cinquième couplet.
Après cette session, Elmore James n'enregistre plus aucun travail personnel pour Trumpet, bien qu'il apparaisse encore en tant que sideman. La propriétaire Lillian McMurry, qui ignore l’existence d'enregistrements antérieurs de la chanson, inscrit le copyright de Dust My Broom au nom de James, et publie ensuite le single, avec une interprétation de Catfish Blues par Bobo Thomas en face B. Les deux chansons sont attribuées à « Elmo James », bien que celui-ci ne joue pas avec Thomas. Les hit-parades régionaux montrent que Dust My Broom gagne progressivement en popularité dans différentes parties des États-Unis. Il entre finalement dans le palmarès national des meilleures ventes Rhythm & Blues du magazine Billboard le 5 avril 1952, et culmine en 9e position. Le single est réédité en 1955 par Ace Records et en 1965 par Jewel Records.
Elmore James enregistre Dust My Broom à nouveau lors de sa première session à Chicago en 1959, et sa dernière session à New York, fin 1962 ou début 1963, pour la firme Fire Records. Ces interprétations ultérieures, qui figurent sur de nombreuses compilations consacrées à James, n'incluent pas l'harmonica, mais ont un accompagnement au piano.
Le succès du single de Trumpet Records, même modeste, conduit d’autres maisons de disques à courtiser James dans l'espoir de produire ses disques suivants. Joe Bihari, propriétaire de Modern Records, basé à Los Angeles, est l’un des premiers. Une session à Chicago engendre I Believe, une imitation de Dust My Broom, qui se classe numéro 9 des charts R&B, et devient le premier disque paru sur Meteor Records, la nouvelle filiale de Modern, en 1953. En 1955, Flair Records, un autre label de Bihari, publie un remaniement de la chanson intitulée Dust My Blues. Enregistré à la Nouvelle-Orléans aux studios J & M de Cosimo Matassa, James est soutenu par des musiciens vétérans de la Nouvelle-Orléans, dont le bassiste Frank Fields, le batteur Earl Palmer et le pianiste Edward Frank.
Dust My Broom d'Elmore James est intronisé au Blues Hall of Fame de la Blues Foundation en 1983 ; Jim O'Neal déclare qu'il a reçu plus de voix que tout autre disque pour la première année de vote dans la catégorie « Enregistrement classique du Blues — Single ». La chanson est également intronisée au Grammy Hall of Fame en 1998. En 2003, l'enregistrement original de 1951 pour Trumpet est sélectionné pour être conservé dans le Registre national des enregistrements de la Bibliothèque du Congrès, qui indique : « James est connu pour avoir bricolé ses micros de guitare et les fans se disputent encore pour savoir comment il a réussi à obtenir sa signature sonore. Quelle que soit la combinaison choisie, Elmore James a créé le riff de guitare le plus reconnaissable de l’histoire du blues ».

## Style
Robert Johnson enregistre la chanson sous la forme d'un « boogie shuffle enlevé ». Comme pour plusieurs autres chansons de Johnson, typiques du Delta blues de l'époque, il n'adhère pas à une structure stricte de blues à 12 mesures, mais varie plutôt le timing en fonction de ses caprices. La chanson est interprétée dans la tonalité de mi à un tempo modéré de 100 à 105 battements par minute. Contrairement à certaines des chansons précédentes qui ont influencé Johnson, I Believe I'll Dust My Broom ne comporte pas de bottleneck ni de guitare slide. Au lieu de cela, Johnson utilise une guitare fingerstyle, en style picking, dans laquelle des lignes mélodiques sont jouées contre une figure de basse boogie entraînante, créant un effet similaire à la combinaison alors populaire du piano et de la guitare.
Pour faciliter son style de prise de doigt, Johnson utilise l'« open tuning » (accord ouvert). La chanson contient également l'usage d'une figure de guitare répétitive consistant en de rapides triolets de notes aiguës. Ce riff est emblématique de la chanson, bien que Johnson l'utilise également dans plusieurs autres de ses chansons, y compris une version slide de Ramblin' on My Mind.
Depuis sa reprise par Elmore James, ce titre est généralement joué dans un style « slide », qui se pratique avec un bottleneck (littéralement « goulot de bouteille », mais on peut aussi employer un couteau) que l'on fait glisser sur les cordes. La guitare est souvent accordée spécialement, selon la méthode dite en « open tuning » où les cordes jouées à vide donnent un accord (les plus courants étant mi, sol et ré). Utilisée à l'extrême, cette technique donne une couleur sonore qualifiée d'hawaïenne. Aujourd'hui les guitaristes utilisent un tube d'acier ou de verre passé à l'annulaire ou à l'auriculaire, ou plus rarement sur le majeur, comme Bonnie Raitt.
L'« open tuning » est aussi utilisé par les guitaristes pratiquant le style picking et plusieurs reprises de ce morceau, spécialement par des guitaristes électriques, privilégient cette approche (entre autres celles de Fleetwood Mac, Ben Harper et ZZ Top) qui permet de « slider » (donner un effet de glissement comparable à celui d'une slide guitar) le morceau par un glissando tout en autorisant un jeu plus classique. L'intérêt de l’open tuning en ce cas est l'usage habituel par le blues d'une progression pentatonique, respectée dans ce morceau, qui autorise à « glisser » d'un accord à l'autre en donnant l'impression du « slide ».

## Reprises

### Enregistrements
Arthur « Big Boy » Crudup reprend la chanson de Robert Johnson en 1949 sous le titre raccourci Dust My Broom. C'est en 1951 qu'Elmore James et Robert Lockwood Jr. la reprennent presque simultanément. Les moyens techniques et l'accès à la musique ne sont plus comparables à ceux disponibles vingt ans auparavant, ce qui explique aussi que la paternité de la chanson soit souvent attribuée à James. Depuis, Dust My Broom est redécouverte régulièrement par les musiciens de blues ou de rock 'n' roll qui, souvent, reprennent la technique de slide originale dans leur interprétation. On peut citer en particulier :
- 1952 : Earl Brown, en single, avec Lowell Fulson à la guitare[30].
- 1963 : B. B. King, sur l'album The Soul of B.B. King.
- 1964 : Robert Nighthawk, dans le documentaire And This Is Maxwell Street de Mike Shea, paru  en CD en 1998.
- 1965 : Yardbirds sous le titre Dust My Blues en session radiophonique à la BBC, avec Jeff Beck comme guitariste, publié sur l'album On Air - Original BBC Recordings en 1991. Le titre est remplacé par Dust My Broom sur la réédition The BBC Sessions parue en 1997. Les Yardbirds enregistrent également Jeff's Blues en 1966, un morceau instrumental basé sur la chanson d'Elmore James. Après l'ajout de nouvelles paroles, il devient The Nazz Are Blue sur l'album Roger the Engineer.
- 1965 : Otis Spann sur l'album The Blues Never Die!, avec James Cotton à l'harmonica.
- 1965 : The Rising Sons, paru sur l'album Rising Sons Featuring Taj Mahal and Ry Cooder[31].
- 1966 : Homesick James & his Dusters, sur la compilation Chicago/The Blues/Today! Vol. 2. Homesick James s'est inspiré du titre de la chanson pour dénommer son groupe, lui-même ayant accompagné Elmore James au sein des Broom Dusters entre 1955 et 1963.
- 1966 : Ike et Tina Turner sortent Dust My Broom en single, mais aussi I Believe sur l'album Get It – Get It la même année.
- 1966 : John Mayall and The BluesBreakers (John Mayall, Peter Green, John McVie, Aynsley Dunbar) enregistrent en octobre une version de Dust My Blues, remarquable par son dynamisme, sur leur troisième album A Hard Road, distribué par Decca en février 1967 (CD : London 820 474-2 RH).
- 1967 : J.B. Hutto, paru sur l'album J.B. Hutto & The Hawks - Master of Modern Blues Volume 2.
- 1967 : Taj Mahal accompagné par Ry Cooder, sur son premier album.
- 1967 : Spencer Davis Group avec une superbe version en Super 45 tours sous le titre Dust My Blues ! (fontana n° 465 337 ME).
- 1967 : Eddie Boyd, sur l'album Eddie Boyd and His Blues Band featuring Peter Green.
- 1967 : Canned Heat sur le premier album du groupe, Canned Heat. Le groupe l'interprète notamment au Festival international de musique pop de Monterey[32].
- 1967 : Fleetwood Mac sur son premier single, titré I Believe My Time Ain't Long. Fleetwood Mac intègre Dust My Broom l'année suivante sur son second album Mr. Wonderful.
- 1968 : John Hammond, sur Sooner Or Later.
- 1969 : Luther Allison sur son premier album, Love me mama.
- 1970 : Johnny Shines, paru en 2014 sur l'album Live 1970 - Acoustic & Electric[31].
- 1971 : Freddie King sur l'album Getting Ready.
- 1972 : Dave Mason (Dust My Blues), pour l'album Scrapbook[31].
- 1972 : The Allman Brothers Band avec Johnny Winter, sur l'album live Hollywood Bowl 1972[31].
- 1976 : Hound Dog Taylor & The HouseRockers sur son album live, Beware of the Dog.
- 1977 : Muddy Waters, Johnny Winter et James Cotton (medley Black Cat Bone/Dust My Broom), en concert à New York, paru sur l'album Live in NY  '77.
- 1979 : ZZ Top sur l'album Degüello.
- 1980 : Stevie Ray Vaughan, session radio à Austin, Texas[31].
- 1983 : James Cotton sur l'album My Foundation.
- 1984 : Albert King, sur  I'm In A Phone Booth, Baby.
- 1984 : Houston Stackhouse, paru en 1999 sur la compilation Big Road Blues.
- 1986 : Dr. Feelgood sur l'album Mad Man Blues.
- 1987 : Cowboy Junkies, sur Live at Club Flamingo[33].
- 1986 : R. L. Burnside (I Believe), sur l'album Hill Country Blues.
- 1992 : Ben Harper sur son premier album, Pleasure and Pain.
- 1992 : Walter Trout, sur l'album live No More Fish Jokes.
- 1993 : Willy DeVille, en concert à New York, paru sur l'album Les Inoubliables de Willy Deville[31].
- 1994 : Jeff Healey, en concert à Toronto, paru en 2011 sur Live At Grossman’s – 1994[34].
- 1996 : Gary Moore, dans la vidéo Blues For Greeny Live.
- 1997 : Chris Smither sur l'album Small Revelations.
- 2004 : Etta James sur l'album Blues to the Bone.
- 2006 : le comédien Steven Seagal sur l'album Mojo Priest, avec Louisiana Red.
- 2007 : Dion, sur Son of Skip James.
- 2008 : Cassandra Wilson sur son album Loverly.
- 2010 : Lucky Peterson (I Believe I'll Dust My Broom) sur You Can Always Turn Around.
- 2011 : Todd Rundgren sur son album Todd Rundgren's Johnson.
- 2011 : Johnny Winter, accompagné de Derek Trucks, sur son album Roots.
- 2012 : Eleanor McEvoy sur l'album If You Leave...
- 2015 : Sonny Landreth sur son album Bound by the Blues.
- 2017 : Steve Miller, Jimmie Vaughan et Charlie Musselwhite, en concert au Lincoln Center à New York[31].

En France :
- 1982 : Willcox sur l'album Roll Of Three.
- 1987 : Jean-Jacques Goldman sur la cassette VHS Carnet de route 1981 à 1986, réédité en 1991 dans le coffret L'Intégrale 81/91.
- 1999 : Old Bluesters sur le CD Just one...
- 2005 : Texaco sur le CD Dust my blues.
- 2007 : Outsliders (Christophe Marquilly) sur le CD en public, Powered by Blues.
- 2008 : Jérôme Piétri sur le CD Little Blues Story.
- 2008 : OC Blues Band sur le CD Live !
- 2011 : Olivier Gotti sur le CD Olivier Gotti.

On peut encore citer Howlin' Wolf, Eddie Taylor et Sunnyland Slim qu'on retrouve sur les excellentes compilations American Folk Blues Festival, respectivement pour les années 1964, 1980 et 1981. Également Johnny Littlejohn et, plus récemment, Jack Johnson.
La chanson est également présente sur l'excellent album Hellhound on My Trail gravé en 2001, en hommage à Robert Johnson, par divers artistes. C'est Joe Louis Walker qui l'interprète. En 1975, Frank Zappa y fait référence dans sa chanson Debra Kadara, sur l'album Bongo Fury.
En 2005, le groupe Boozoo Bajou nomme son second album Dust my broom, bien que la chanson n'y figure pas.

### Autres performances
Nombreux sont les artistes qui reprennent la chanson en concert. Certains l'incluent régulièrement dans leurs tournées, comme Howlin' Wolf, Fleetwood Mac, Johnny Winter, Taj Mahal, Canned Heat, ZZ Top, Dave Mason, Buddy Guy, R. L. Burnside, Dr. Feelgood, Willy DeVille, Stevie Ray Vaughan, Todd Rundgren, Walter Trout ou G. Love and Special Sauce.
Parmi ceux ayant interprété Dust My Broom sur scène, on compte aussi :
- 1962 : The Rolling Stones (I Believe I'll Dust My Broom), en concert au Marquee Club à Londres[32].
- 1963 : Chuck Berry, en concert à Walled Lake, Michigan[35].
- 1965 : Lonnie Mack en concert à Dayton, dans l'Ohio[31].
- 1968 : Jeff Beck Group (I Believe I'll Dust My Broom), en concert à Détroit[32].
- 1968 : J. Geils Band en concert à Montréal[31].
- 1974 : The Faces avec Keith Richards, en concert au Kilburn State Gaumont Theatre à Londres.
- 1981 : Albert Collins en concert à Troy (New York)[32].
- 1982 : Buddy Guy à Stockholm et Chicago[31].
- 1983 : Ginger Baker (I Believe I'll Dust My Broom), à Manchester[31].
- 1984 : Alain Giroux et Jean-Jacques Milteau à Ris-Orangis[31].
- 1985 : John Lee Hooker en concert à San Francisco[32].
- 1986 : The Rolling Stones et Eric Clapton (I Believe I’ll Dust My Broom), en concert au 100 Club à Londres[36].
- 1986 : Alex Chilton en concert au Tipitina's à La Nouvelle-Orléans[32].
- 1991 : Bob Dylan, en concert à Détroit[37].
- 1992 : Rory Gallagher en concert à Bonn[31].
- 1994 : Gov't Mule, 6th Annual Christmas Jam à Asheville, Caroline du Nord[31].
- 1999 : Dee Dee Ramone en concert à La Plata en Argentine[32].
- 1999 : Otis Rush, en concert au Chicago's B.L.U.E.S. à New York[32].
- 2001 : Popa Chubby en concert au Palais des congrès de Paris[31].
- 2007 : The White Stripes (I Believe I'll Dust My Broom), en concert à Saskatoon, Canada[32].
- 2009 : G. Love and Special Sauce [(I believe I'll) Dust My Broom] en concert à Gorge, Washington, paru sur Live at Gorge Amphitheater[38].

## Cinéma
Dust My Broom est utilisé au cinéma et à la télévision, dans plusieurs films ou séries, le plus célèbre étant Le Loup de Wall Street (The Wolf of Wall Street) de Martin Scorsese en 2013, dans lequel figurent des extraits de Dust My Broom et Dust My Blues interprétés par Elmore James.